# Civray-de-Touraine
Civray-de-Touraine è un comune francese di 1 847 abitanti situato nel dipartimento dell'Indre e Loira, nella regione del Centro-Valle della Loira.

## Società

### Evoluzione demografica
Abitanti censiti